# Jon Moxley
Jonathan "Jon" David Good (sinh 7 tháng 12 năm 1985), được biết đến nhiều hơn với tên Jon Moxley, là một đô vật chuyên nghiệp người Mỹ hiện đang ký hợp đồng với All Elite Wrestling (AEW), hiện tại anh đang là nhà vô địch thế giới AEW World Championship trong lần cầm đai lần thứ 4 và là người giữ đai này nhiều lần nhất, anh là thủ lĩnh của nhóm Death Riders, trước đây được gọi là Blackpool Combat Club (BCC) . Anh cũng thi đấu cho New Japan Pro-Wrestling (NJPW), nơi anh là cựu vô địch IWGP World Heavyweight Championship và là cựu vô địch IWGP United States Heavyweight Championship 2 lần. Anh cũng thi đấu ở independent circuit; chủ yếu là cho Game Changer Wrestling (GCW), và là cựu vô địch GCW World Championship. Anh cũng từng thi đấu cho WWE với tên Dean Ambrose từ 2011 đến 2019.
Good ra mắt bộ môn đấu vật chuyên nghiệp vào năm 2004, sử dụng tên Jon Moxley và thi đấu cho một số chương trình quảng bá đấu vật theo từng khu vực như Heartland Wrestling Association (HWA), Westside Xtreme Wrestling (wXw), Full Impact Pro (FIP), Combat Zone Wrestling (CZW), và Dragon Gate USA (DGUSA). Khi kí hợp đồng với WWE năm 2011, anh lấy tên là Dean Ambrose và thi đấu cho các thương hiệu đang phát triển của họ là FCW và NXT và được lên dàn sao chính vào tháng 11 năm 2012, là thành viên của nhóm The Shield, cùng với Roman Reigns và Seth Rollins. Vào tháng 5 năm 2013, anh thắng chức vô địch đầu tiên của mình, United States Champion, cùng với 351 ngày giữ đai United States Championship của anh trở thành lần giữ đai này dài nhất kể từ khi chức vô địch thuộc sở hữu của WWE. Sau khi The Sheild tan rã vào tháng 6 năm 2014, Ambrose tiếp tục một lần vô địch WWE Championship, ba lần giành WWE Intercontinental Championship và hai lần thắng WWE Raw Tag Team Championship (cùng với Seth Rollins), qua đó anh trở thành nhà vô địch Triple Crown thứ 27 và Grand Slam thứ 16 trong lịch sử WWE. Anh cũng từng thắng trận Money in the Bank vào năm 2016.